# جولدفيش رانتشو الياباني
جولدفيش رانتشو الياباني (بالإنجليزية: Ranchu Goldfish)‏ يطلق عليه «ملك الجولدفيش الياباني» له جسم مستدير قصير وزعانف قصيرة وبدون زعنفة ظهرية، والذيل يميل بزاوية حادة إلى الظهر. أسلاف الرانتشو Ranchu تعود إلى اواخر القرن السابع عشر ولم تكن لها هذه الزوائد الرأسية. ولكن في أوائل القرن التاسع عشر بدأت هذه الزوائد في الظهور والتي ازداد بمرور السنين بروز هذه الزوائد على أنواع الرانتشو كما تبدو اليوم.
يعطي مربو هذا النوع من الجولدفيش عناية خاصة جدا في اليابان وتفقس وتربى في برك ضحلة وليس في أحواض سمك.
تعتبر سمكة حساسة ولا يوصى بها للمبتدئين.